# Benetton Rugby Treviso 2007-2008

## Super 102007-08

### Stagione regolare
| Incontro                           | Andata | Ritorno |
| ---------------------------------- | ------ | ------- |
| Veneziamestre — Benetton Treviso   | 17-25  | 9-9     |
| Rovigo — Benetton Treviso          | 24-23  | 10-27   |
| Benetton Treviso — Capitolina      | 24-3   | 31-26   |
| Benetton Treviso — Amatori Catania | 71-8   | 43-15   |
| Benetton Treviso — Calvisano       | 18-13  | 12-24   |
| Parma — Benetton Treviso           | 13-13  | 10-35   |
| Viadana — Benetton Treviso         | 33-0   | 13-17   |
| GRAN Parma — Benetton Treviso      | 20-51  | 7-62    |
| Benetton Treviso — Petrarca        | 27-27  | 17-19   |

#### Risultati della stagione regolare
| Posizione | G  | V  | N | P | PF  | PS  | DP   | B | Pt |
| --------- | -- | -- | - | - | --- | --- | ---- | - | -- |
| 2ª        | 18 | 11 | 3 | 4 | 513 | 297 | +216 | 9 | 59 |

### Fase finale
| Turno | Incontro                     | Andata | Ritorno |
| ----- | ---------------------------- | ------ | ------- |
| SF    | Viadana — Benetton Treviso   | 20-16  | 21-30   |
| F     | Calvisano — Benetton Treviso | 20-3   | 20-3    |

## Coppa Italia 2007-08

### Prima fase
| Incontro                         | Risultato |
| -------------------------------- | --------- |
| Rovigo — Benetton Treviso        | 0-31      |
| Benetton Treviso — Veneziamestre | 43-0      |
| GRAN Parma — Benetton Treviso    | 23-38     |
| Benetton Treviso — Petrarca      | 17-20     |

#### Risultati della prima fase
| Posizione | G | V | N | P | PF  | PS | DP  | B | Pt |
| --------- | - | - | - | - | --- | -- | --- | - | -- |
| 2ª        | 4 | 3 | 0 | 1 | 129 | 43 | +86 | 4 | 16 |

### Fase finale
| Turno | Incontro                 | Risultato |
| ----- | ------------------------ | --------- |
| SF    | Parma — Benetton Treviso | 14-10     |

## Supercoppa italiana 2007
| Incontro                   | Risultato |
| -------------------------- | --------- |
| Viadana — Benetton Treviso | 12-6      |

## Heineken Cup 2007-08

### Prima fase
| Incontro                        | Andata | Ritorno |
| ------------------------------- | ------ | ------- |
| London Irish — Benetton Treviso | 42-9   | 24-11   |
| Benetton Treviso — Perpignano   | 17-29  | 13-55   |
| Benetton Treviso — Newport G.D. | 33-35  | 24-22   |

#### Risultati della prima fase
| Posizione | G | V | N | P | PF  | PS  | DP   | B | Pt |
| --------- | - | - | - | - | --- | --- | ---- | - | -- |
| 4ª        | 6 | 1 | 0 | 5 | 107 | 207 | -100 | 1 | 5  |

## Verdetti
- Benetton Treviso qualificato alla Heineken Cup 2008-09.